# Cégep de Rimouski
Le Cégep de Rimouski est un établissement scolaire de niveau collégial. Il est situé à Rimouski au Québec. Il est une composante du Collège de Rimouski tout comme l'Institut maritime du Québec et le Centre matapédien d'études collégiales. Le regroupement du Collège de Rimouski est responsable de deux centres collégiaux de transfert de technologie reconnus par le ministère de l'Éducation et de l'Enseignement supérieur, soit le centre Innovation maritime (IMAR) et le Service de recherche et d’expertise en transformation des produits forestiers (SEREX) qui offrent tous les deux des services de recherche et développement, de soutien technique ainsi que de formation aux entreprises dans leur domaine respectif.

## Origine

### Collège industriel
Les premières démarches menant à la constitution d'un cégep à Rimouski remontent au 15 mai 1853. Après la messe du dimanche, l'abbé Cyprien Tanguay, curé de Rimouski, organise une rencontre où il énonce la nécessité d'établir un établissement d'enseignement technique en ville. Il forme un comité de paroissiens et entreprend des démarches auprès de l'archevêque de Québec, Mgr Turgeon, faisant valoir qu'aucun enseignement au-delà de l'élémentaire n'est dispensé dans le village et qu'une école de métiers permettrait de former la main-d'œuvre nécessaire à l'exploitation des ressources de la région. Le Collège industriel de Rimouski voit le jour en 1855, et s'installe temporairement dans une maison louée.
Tanguay dirige personnellement l'institution au cours de ses premières années d'existence et réussit à obtenir des subventions dès la seconde année. Le curé obtient la reconnaissance de son collège par le surintendant à l'Instruction publique en 1857 ; son administration passe alors aux mains de la commission scolaire locale.
Parallèlement à l'établissement du collège industriel, l'entreprenant curé de Rimouski multiplie les initiatives. Il agrandit le cimetière, fait réparer le presbytère et fait la promotion d'une nouvelle église de pierre de style néogothique, la petite église construite 30 ans plus tôt se révélant trop petite. Le curé Tanguay réussit à convaincre la municipalité de paroisse d'endosser un emprunt de 43 000 dollars au fonds d'emprunt municipal pour ériger l'église qui deviendra la cathédrale Saint-Germain de Rimouski ainsi que l'église de Saint-Anaclet. Le collège emménagera dans l'ancienne église après l'inauguration de l'Église Saint-Germain, en 1862.
Le style du curé ne fera pas l'unanimité et Tanguay quitte Rimouski en 1859. Il sera remplacé par le vicaire Georges Potvin « qui se dévoue corps et âme » afin de développer le collège industriel. Pour lui, le collège doit enseigner le latin, en vue d'offrir éventuellement le cours classique. Il s'emploie à convaincre les autorités du diocèse de Québec, mais se heurte à l'opposition du collège de Sainte-Anne-de-la-Pocatière — créé en 1854 —, qui considère Rimouski comme sa chasse gardée. L'enseignement du latin débute en septembre 1863, alors qu'au même moment, le collège industriel devient une corporation indépendante de la commission scolaire. L'institution obtient sa reconnaissance comme collège classique en 1866.

### Séminaire de Rimouski
La création du diocèse catholique de Rimouski en 1867 entraîne des conséquences pour l'établissement fondé par les pères Tanguay et Potvin. Il est de coutume que le siège d'un diocèse dispose d'un séminaire diocésain afin de former des prêtres. Le premier évêque de Rimouski, Mgr Jean Langevin annonce rapidement que le Collège sera rapidement transformé en séminaire, rattaché à l'Université Laval. Le financement de l'État étant insuffisant, l'évêque organise des quêtes spéciales, invitant chaque famille à contribuer 15 sous à la nouvelle œuvre éducative. Le Séminaire Saint-Germain-de-Rimouski sera fondé en 1870 et un nouvel édifice pour le loger sera construit à compter de l'année suivante.
Au cours de ses cinq premières décennies d'existence, le Séminaire se concentre sur deux types de formation : le cours classique menant aux études universitaires et le Grand séminaire, destiné à la formation du clergé. C'est à compter de 1920 que le séminaire développera son offre de programmes professionnels plus spécialisés.
Au début des années 1920, le développement anticipé de l'agriculture dans l'arrière-pays laisse prévoir une augmentation du nombre d'agriculteurs dans la région. En 1920, le nouvel évêque de Rimouski, Mgr Léonard, demande à son vicaire général, François-Xavier Ross, d'entreprendre des démarches auprès du ministre de l'Agriculture, Joseph-Édouard Caron afin de créer une école d'agriculture à Rimouski. Un premier projet est élaboré mais il est trop coûteux au goût du gouvernement, qui le refuse. Le séminaire et le gouvernement s'entendent et signent finalement un contrat en 1921.
L'école d'agriculture sera inaugurée en 1926. Le programme — qui comprend notamment des cours de chimie, de biologie, d'étude des sols, de botanique, d'anatomie des animaux, de mécanique et de comptabilité —, se donne d'octobre à mai, pour permettre aux élèves de poursuivre leur apprentissage pratique à la ferme. L'école forme aussi des institutrices, qui dispenseront ensuite leur savoir dans leurs écoles de campagne.
Une école d'arts et métiers se greffe aux autres établissements de formation chapeautés sous l'égide du séminaire en 1935. Elle offre des formations de trois ans en électricité, en radio, en mécanique, en soudure et dans le travail du bois. La construction du premier atelier de l'école est financée par l'homme d'affaires local Jules-A. Brillant, propriétaire de la Compagnie de pouvoir du Bas-Saint-Laurent et de la Corporation de téléphone et de pouvoir de Québec. Pour répondre à la demande de guerre et aux besoins de formation des soldats, l'école déménage dans de nouveaux locaux en 1942.
La formation en commerce, qui existe depuis le début du séminaire, en 1870, est temporairement abandonnée au lendemain de la Première Guerre mondiale, en raison de l'exiguïté des locaux. À l'ouverture du cinquième séminaire, en 1926, le programme de formation amélioré, d'une durée de deux ans et comprend des cours d'économie, de droit, de géographie et d'anglais. À la rentrée de 1942, le programme est encore une fois remanié ; il dure maintenant quatre ans, les deux premières étant consacrées à la culture générale. La demande pour ce type de formation est élevée et le séminaire organisera des levées de fonds auprès des gens d'affaires de la région qui réclament une véritable École de commerce. Elle ouvrira finalement ses portes en 1949.
Après plusieurs années d'efforts, une École de marine s'ajoutera à l'école d'arts et métiers en 1944. Brillant, devenu conseiller législatif en 1942 réussit à convaincre le gouvernement libéral à Québec malgré des pressions exercées en faveur de Lévis, mais éprouve plus de difficulté avec le gouvernement fédéral de la pertinence de créer la seule école de marine francophone au Canada. L'école ouvrira ses portes le 24 mai 1944.

## Création du cégep
Malgré son sous-financement chronique, le grand séminaire de Rimouski et ses écoles affiliées se portent relativement bien au lendemain de la Seconde Guerre mondiale. Le système d'éducation québécois tel qu'il existait à cette époque est débordé en raison de l'augmentation rapide du nombre d'élèves, qui passe de 650 000  à   1 350 000 entre 1945 et 1962. L'urbanisation croissante nécessite aussi la construction d'un grand nombre de nouvelles écoles en ville.

### Institut maritime du Québec

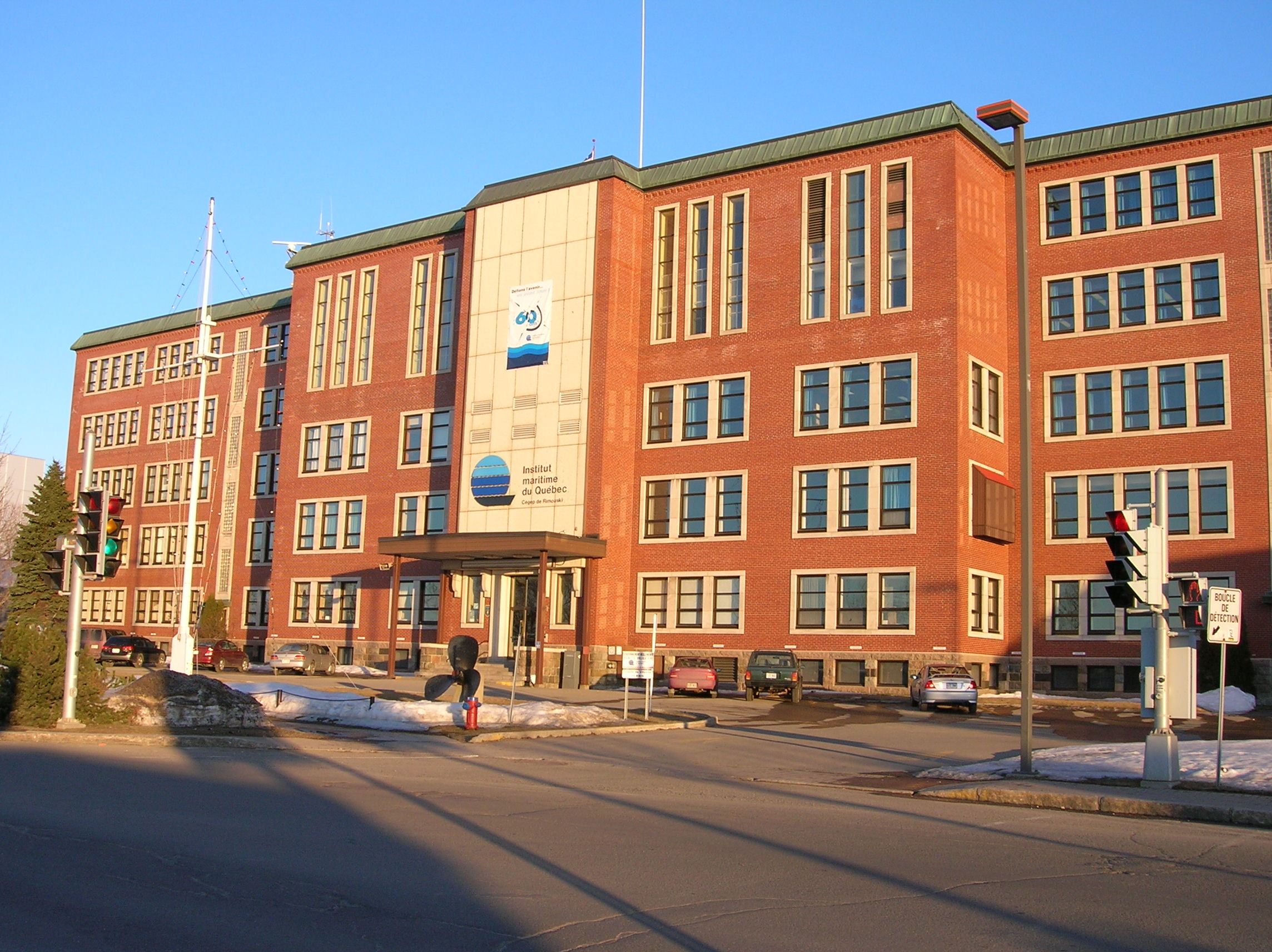
L'édifice de l'Institut maritime du Québec.

L'Institut maritime du Québec est une composante du Collège de Rimouski. Il est le seul centre de formation maritime francophone au Canada. Il propose cinq programmes de formation :
- Technologie de l'architecture navale
- Navigation
- Techniques de génie mécanique de marine
- Techniques de la logistique du transport
- Plongée professionnelle[15]

### Centre matapédien d'études collégiales

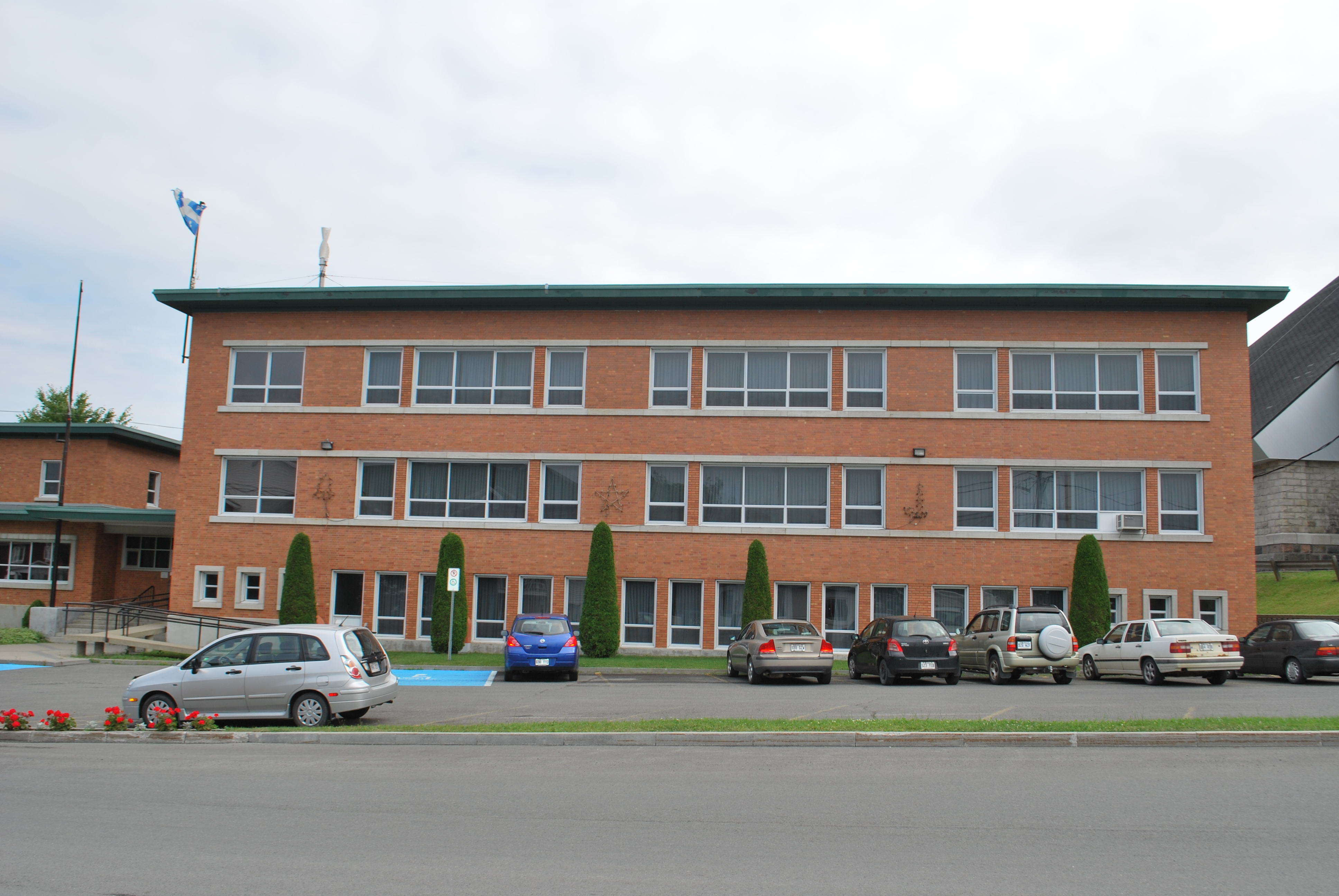
Le Centre matapédien d'études collégiales

Le Centre matapédien d'études collégiales (CMÉC) est une composante du Collège de Rimouski et est situé à Amqui dans La Matapédia. Il a été créé en 1995.Le cégep de Rimouski au XXIe siècle

## Programmes
Les programmes de formation préuniversitaire :
- Sciences humaines
- Sciences de la nature
- Arts, lettres et communication (profils : Création littéraire, Théâtre, Langues, Cinéma et médias)
- Musique Jazz-pop
- Arts visuels
- Sciences, lettres et arts

Les programmes de formation technique :
- Techniques de diététique
- Technologie d'analyses biomédicales
- Technologie de radiodiagnostic
- Technologie de l’échographie médicale
- Soins infirmiers
- Technologie forestière
- Technologie de l'architecture
- Technologie du génie civil
- Technologie en génie du bâtiment (mécanique du bâtiment)
- Techniques de génie mécanique
- Technologie de mécanique industrielle
- Technologie de l'électronique
- Techniques policières
- Techniques d'éducation spécialisée
- Techniques de travail social
- Techniques de comptabilité et de gestion
- Gestion de commerces
- Techniques de l'informatique

Cheminement particulier :
- Tremplin DEC

## Galerie

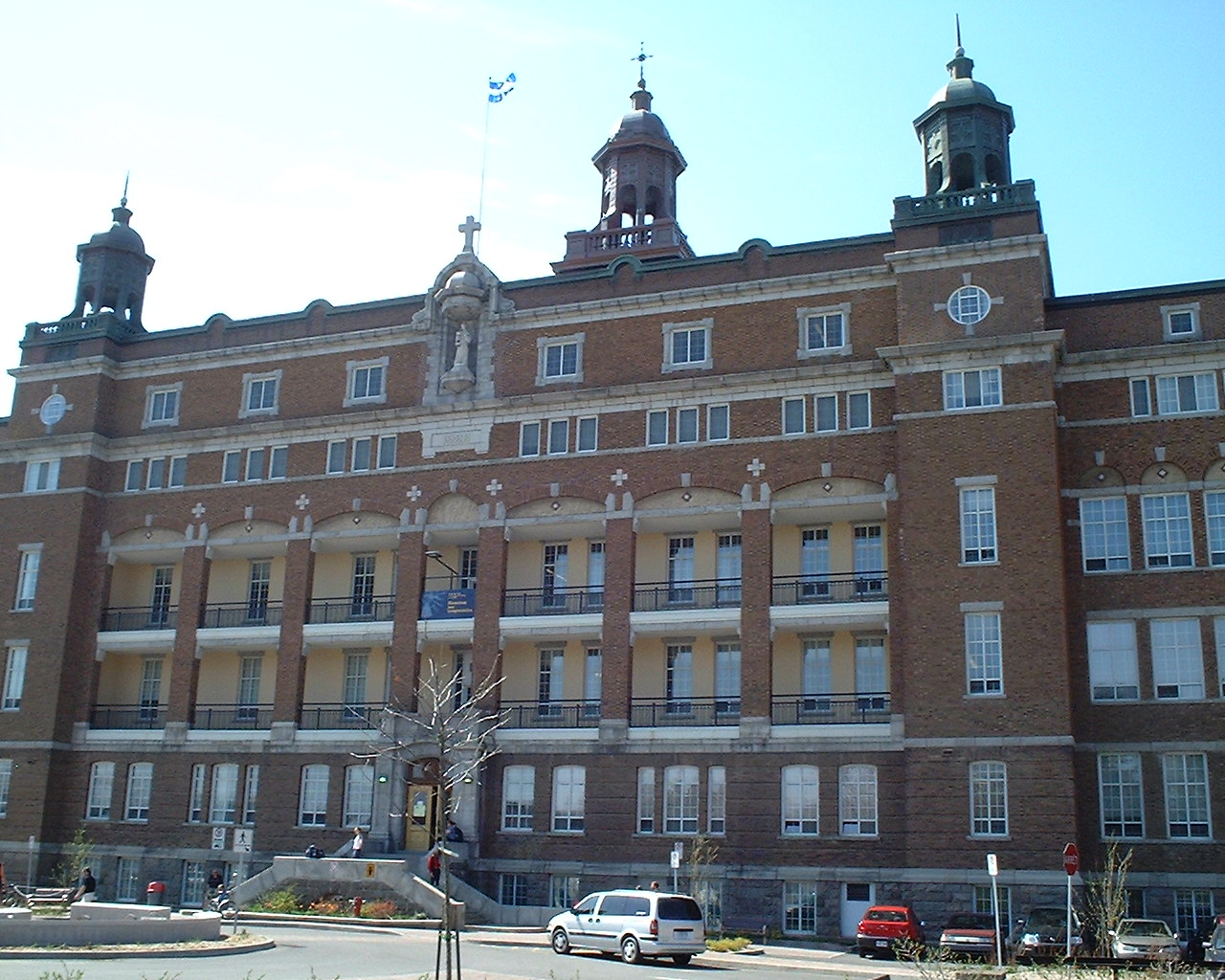
Le Cégep de Rimouski
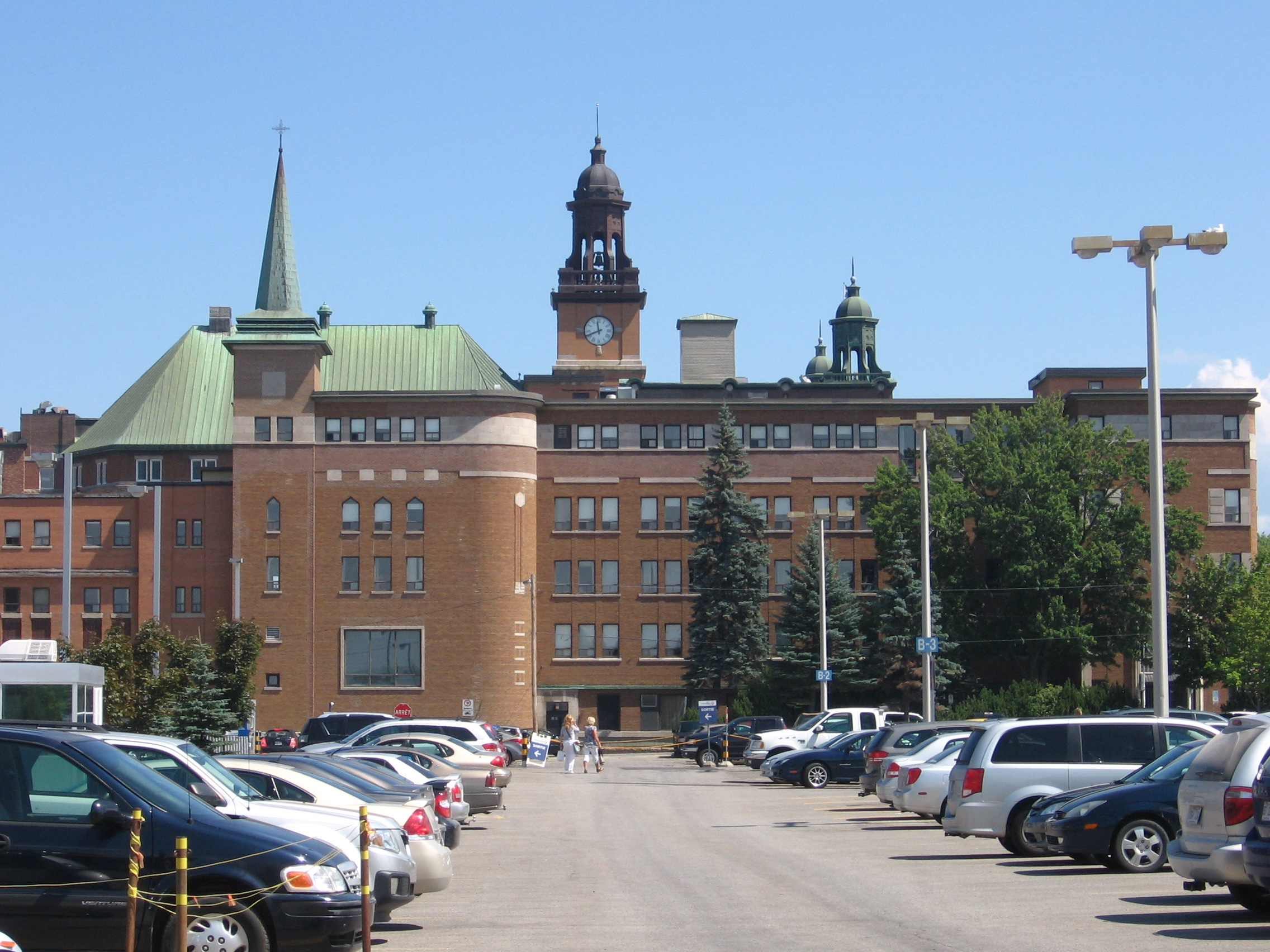
Le Cégep de Rimouski
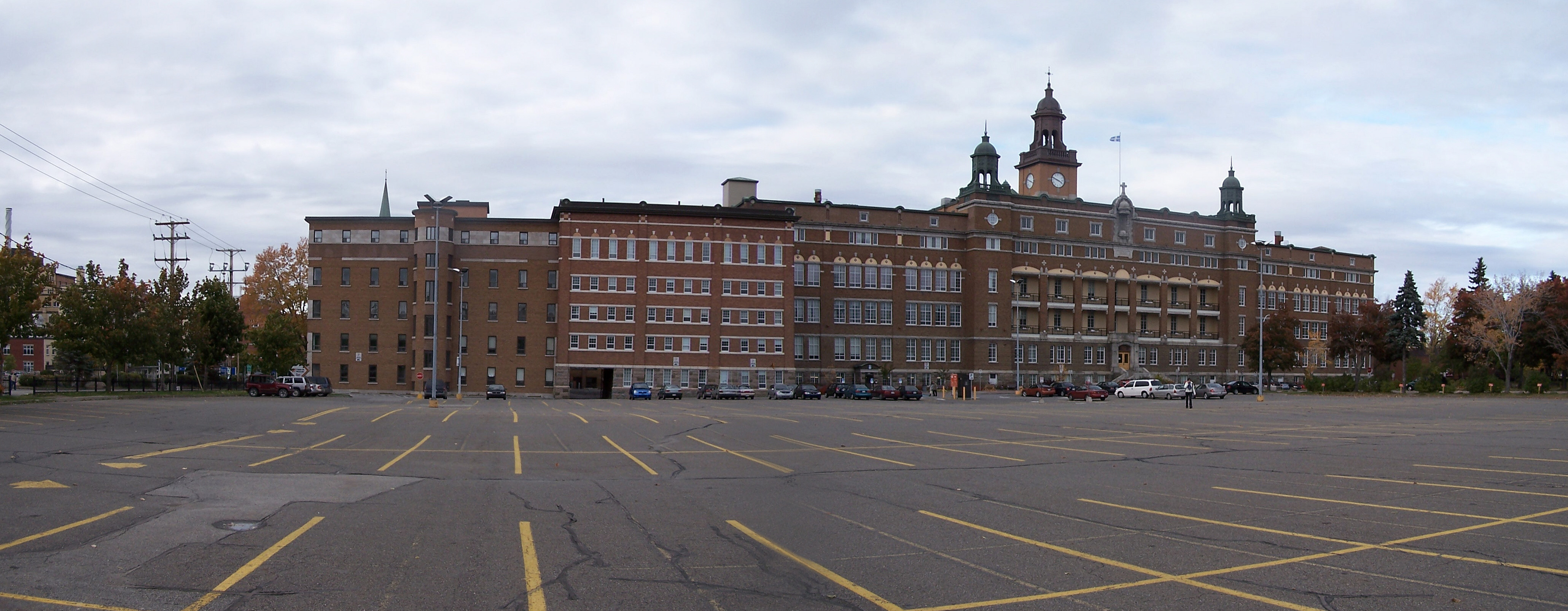
Le Cégep de Rimouski construit en 1922.